# Port Manec'h (Moret)

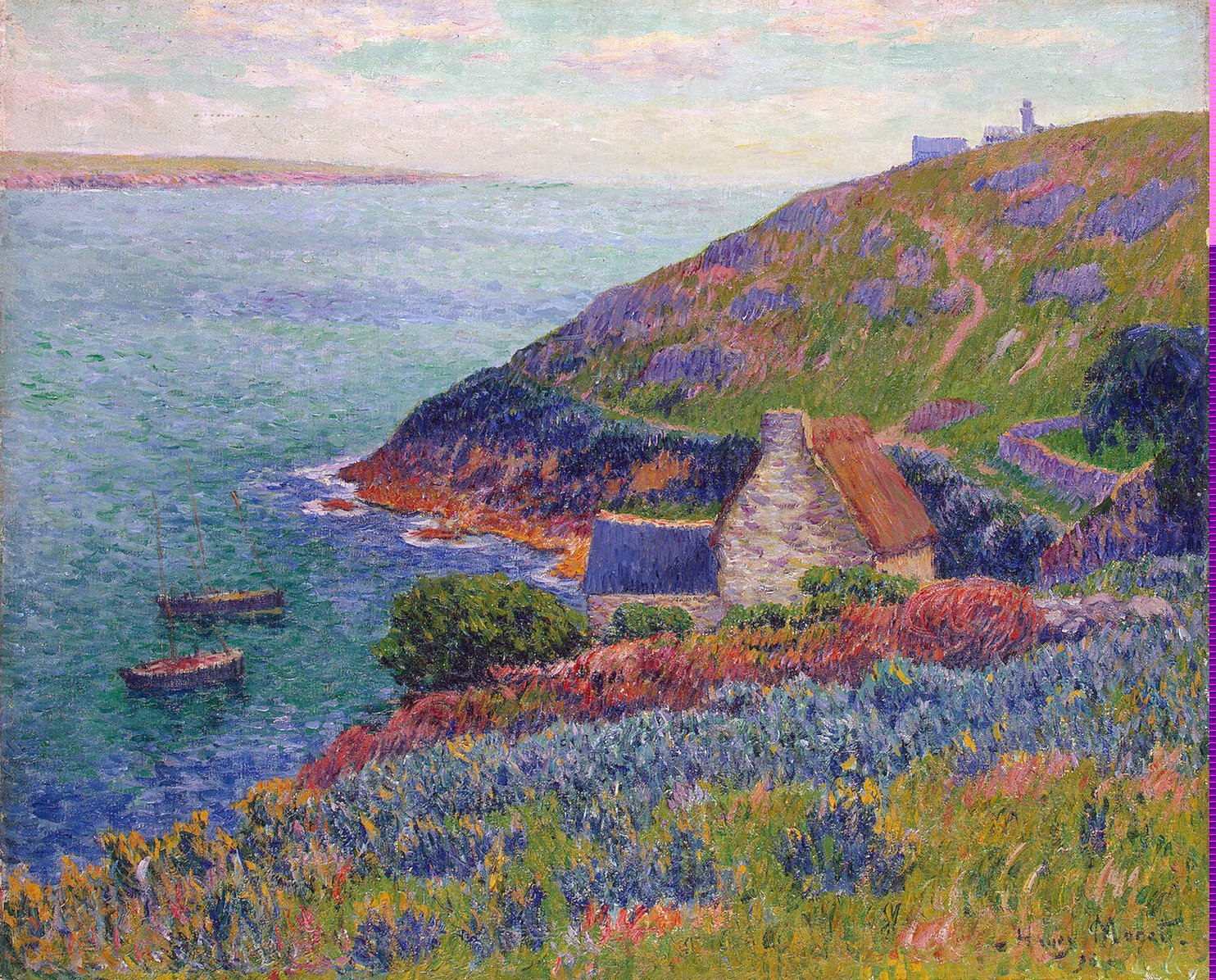
Port Manec'h (1896, musée de l'Ermitage).

Port Manec'h est une huile sur toile du peintre français Henry Moret conservée au musée de l'Ermitage de Saint-Pétersbourg. Elle représente Port Manec'h sur la côte sud du Finistère. Ce tableau, daté de 1896, mesure 60,5 × 73,5 cm. Il est entré en 1948 au musée de l'Ermitage.

## Description
Le peintre a représenté les lieux, alors pratiquement déserts, à l'embouchure de la rivière Aven avec une maison en premier plan et d'autres au loin sur la pointe de Port Manec'h surplombée par le  petit phare de Port Manec'h, ainsi que deux petits bateaux dans la mer. La beauté naturelle intacte de l'endroit et de cette côte fleurie a fortement impressionné l'artiste.

## Histoire
Moret passait régulièrement des séjours en Bretagne depuis les années 1890, notamment dans les petits ports et au Pouldu. En 1895, il a passé un contrat avec le galériste Durand-Ruel, ce qui lui a permis de s'installer en Bretagne (à Doëlan) où il a peint de nombreuses toiles, surtout de la côte.
Moret a fait la connaissance de Gauguin à Pont-Aven en 1888, et il a rencontré d'autres peintres de l'école de Pont-Aven. Van Gogh connaissait aussi son travail et l'a évoqué avec admiration dans une lettre de 1888 à Bernard. Si Moret a pu s'inspirer du style synthétique de Gauguin, il est cependant demeuré attaché à l'impressionnisme, comme le démontre ce tableau.
Ce tableau a été acheté en 1901 par Durand-Ruel qui l'a vendu en 1903 au fameux collectionneur moscovite Chtchoukine. Son immense collection a été nationalisée par les bolchéviques et est entrée en 1918 au musée de la nouvelle peinture occidentale de Moscou, devenu musée d'État en 1923. Ce tableau a été transféré au musée de l'Ermitage en 1948.